# John Bell (New Hampshirepolitiker)
John Bell, född 20 juli 1765 i Londonderry i Provinsen New Hampshire, död 22 mars 1836 i Chester i New Hampshire, var en amerikansk politiker. Han representerade Nationalrepublikanska partiet som New Hampshires guvernör 1828–1829, men hade innan dess varit både federalist och demokrat-republikan. Han var bror till Samuel Bell som var guvernör i New Hampshire 1819–1823 och far till Charles Henry Bell som var guvernör där 1881–1883.
Bell efterträdde 1828 Benjamin Pierce som guvernör och efterträddes 1829 av företrädaren Pierce.